# NGC 6135
NGC 6135 est une galaxie spirale située dans la constellation du Dragon. Sa vitesse par rapport au fond diffus cosmologique est de 3 642 ± 86 km/s, ce qui correspond à une distance de Hubble de 53,7 ± 4,0 Mpc (∼175 millions d'al). NGC 6135 a été découverte par l'astronome américain Lewis Swift en 1886.